# All Night Long: An Introduction
All Night Long: An Introduction è un album di raccolta del gruppo hard rock britannico Rainbow, pubblicato nel 2002.

## Tracce
1. Temple of the King – 4:42
2. Tarot Woman – 5:57
3. Stargazer – 8:25
4. Lady of the Lake – 3:39
5. Eyes of the World – 6:41
6. All Night Long (live) – 6:41
7. Love's No Friend – 4:52
8. Spotlight Kid – 4:54
9. Stone Cold – 5:16
10. Fire Dance – 4:31
11. Weiss Heim – 5:17